# Хмарна система

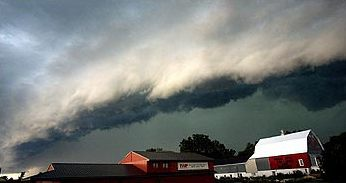
Шквально-фронтальна система хмар

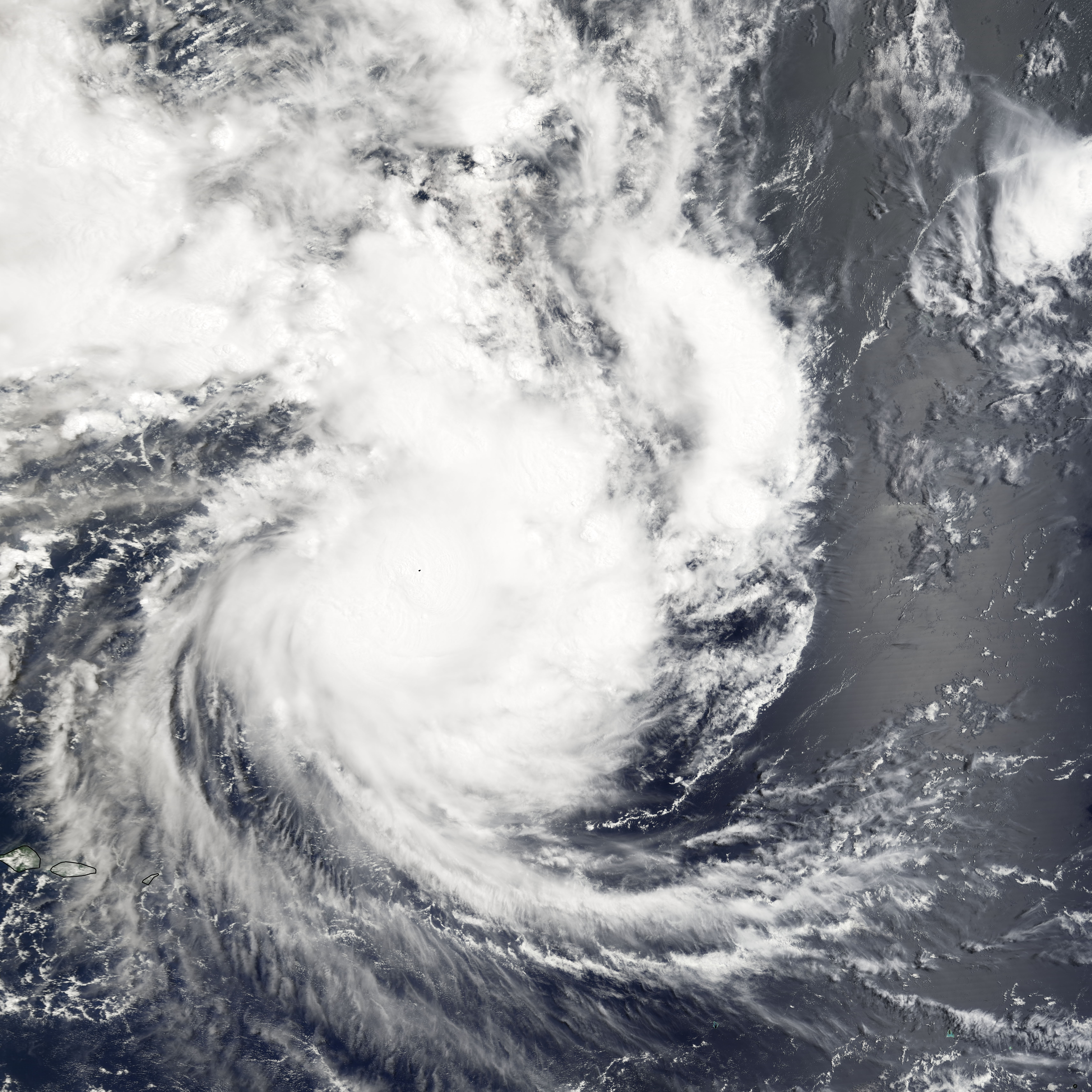
Циклонна хмарна система. Циклон Персю

Хма́рна систе́ма — сукупність хмар, що має певну структуру і займає великий простір. 
Розрізняють фронтальні та циклонічні хмарні системи.